# Lamania gracilis
Lamania gracilis là một loài nhện trong họ Tetrablemmidae.
Loài này thuộc chi Lamania. Lamania gracilis được Schwendinger miêu tả năm 1989.